# CPSF7
CPSF7‏ (Cleavage and polyadenylation specific factor 7) هوَ بروتين يُشَفر بواسطة جين CPSF7 في الإنسان.